# Kazimierz Żniński
Kazimierz Paweł Żniński (ur. 20 marca 1898 we Wrocławiu, zm. 22 listopada 1977 w Poznaniu) – podpułkownik Wojska Polskiego, powstaniec wielkopolski, uczestnik kampanii wrześniowej, działacz kulturalny i spółdzielczy.

## Życiorys
Urodzony w rodzinie dziennikarza Ignacego (późniejszego członka poznańskiej Rady Ludowej) i Marii z Umerów. Bracia – Mieczysław i Bogdan – byli także powstańcami wielkopolskimi (częściowo walczyli wspólnie).
Do gimnazjum uczęszczał w Bochum oraz Grudziądzu. Od 1916 służył w armii pruskiej. Walczył m.in. na froncie francuskim. We wrześniu 1918 przybył do Poznania, gdzie zajął się działalnością w Polskiej Organizacji Wojskowej. Służył w 1. Kompanii 1. Baonu Artylerii Ciężkiej na Jeżycach. Uczestniczył w akcji zdobycia broni i amunicji na terenie Fortu VIIa. 27 grudnia, już po wybuchu powstania wielkopolskiego, walczył w śródmieściu, w tym m.in. opanowywał gmach Rejencji przy ul. Gołębiej. Uczestniczył w bitwie o Ławicę i zdobyciu portu lotniczego.
Po ustaniu walk powstańczych ukończył Wielkopolską Szkołę Podchorążych Artylerii w Poznaniu. Potem służył kolejno w: 8. Dyonie Artylerii Ciężkiej, 1. Pułku Artylerii Lekkiej oraz 14 Pułku Artylerii Lekkiej w Poznaniu. Od września 1933 do 1937 służył w Dowództwie Okręgu Korpusu Nr VII w Poznaniu na stanowisku oficera ordynansowego dowódcy okręgu korpusu. Na stopień kapitana został mianowany ze starszeństwem z 1 stycznia 1936 i 7. lokatą w korpusie oficerów artylerii. Następnie pełnił służbę w 7 Dywizjonie Artylerii Przeciwlotniczej w Poznaniu na stanowisku dowódcy 3. baterii.
W kampanii wrześniowej dowodził baterią artylerii przeciwlotniczej motorową typ A nr 25 przy 25 Dywizji Piechoty i przebył szlak bojowy od Kalisza do Warszawy. Wzięto go do niewoli niemieckiej, gdzie przebywał aż do oswobodzenia przez Brytyjczyków. Brał udział w ostatnich walkach w 1945 w 10 Pułku Dragonów pod wodzą generała Stanisława Maczka. Potem wykładał w Kompanii Szkolnej w La Courtine, by w 1948 powrócić do Polski, gdzie awansowano go na podpułkownika.

Od 1949 do 1969 pracował w wydawnictwie reklamowym Opery Poznańskiej. Był prezesem Ligi Obrony Kraju w Poznaniu i członkiem Krajowej Komisji Weteranów Powstania Wielkopolskiego. Udzielał się w ruchu spółdzielczym.

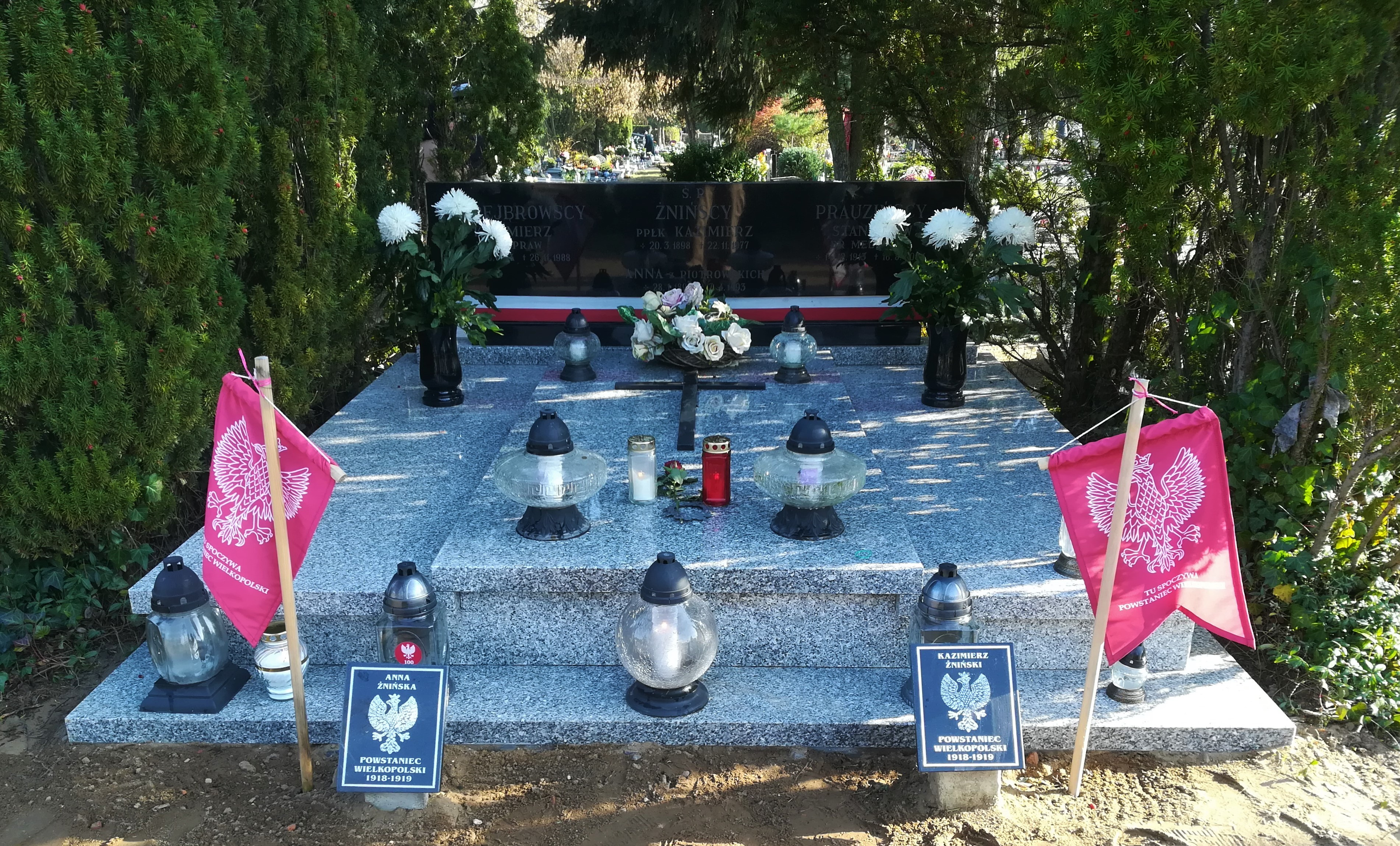
Grób na Cmentarzu Junikowskim w Poznaniu. Spoczywa tu wraz z żoną Anną, również powstańcem wielkopolskim

Był żonaty z Anną z Piotrowskich (1899–1993). Mieli dwie córki: Krystynę (ur. 1924) oraz Elżbietę (ur. 1927).
Zmarł w Poznaniu. Został pochowany na Cmentarzu Junikowskim (pole 28 kwatera 2-9-331).

## Ordery i odznaczenia
- Krzyż Srebrny Orderu Virtuti Militari
- Krzyż Kawalerski Orderu Odrodzenia Polski
- Krzyż Walecznych
- Medal Niepodległości (20 lipca 1932)[7]
- Wielkopolski Krzyż Powstańczy (4 grudnia 1958)[8]
- Srebrny Krzyż Zasługi (22 grudnia 1933)[9]
- Srebrny Medal „Zasłużonym na Polu Chwały”
- Medal Zwycięstwa i Wolności 1945
- Odznaka „Zasłużony Działacz Kultury”
- Odznaka „Zasłużony Działacz Ruchu Spółdzielczego”[1]
- War Medal 1939–1945 (Wielka Brytania)